# Національний поштовий музей (Шрі-Ланка)
Національний поштовий музей (синг. තැපැල් කෞතුකාගාරය, там. தபால் நூதனசாலை, англ. Postal museum) — національний поштовий музей Шрі-Ланки, розташований в місті Коломбо. 

## Історія
Спочатку, у 1918-1925 роках, поштовий музей працював в будівлі центрального телеграфу, потім, у 1994 році, переїхав в будівлю Головпоштамту. Національний поштовий музей був відкритий 6 липня 2010.

## Експозиція
У музеї представлені основні відомості про поштові відділення країни, починаючи з періоду голландського правління, рідкісні поштові марки, поштова техніка, поштові ящики, ваги для зважування листів і т.п. В цілому музей дає повне уявлення про історію ланкійської пошти.